# Демократска странка (Монголија)
Демократска странка (монг. Ардчилсан нам) је политичка партија у Монголији. Идеологија странке базира се на политици Трећег пута.
Након демократске револуције у Монголији 1990. године, уведен је вишестраначки систем и основане странке попут Демократске странке, Монголске социјалдемократске партије и слично. Децембра месеца 2000. године, пет политичких странака ујединило се у данашњу Демократску странку.
На парламентарним изборима 2004, Отаџбинска демократска коалиција, у којој је била и ДС, освојила је 35 од 76 посланичких места. Тада је из редова странке потекао премијер Цахијагин Елбегдорџ. Странка је на изборима 2008. освојила 28 места, а 2012. године 33 од 76 њих. На изборима у јуну 2016 освојила је 9 од 76 мандата и тиме прешла у опозицију.

## Лидери странке
- Цахијагин Елбегдорџ (2006 — 2008)
- Норовин Алтанхујаг (2008 — )